# Cal Clot Valls
Cal Clot Valls és una masia de Cervera (Segarra) situada al paratge Casanova, a l'antic terme de la Prenyanosa, en un ramal de la carretera de Sant Ramon a Tarroja de Segarra.
És una masia del segle XVIII amb possibles preexistències anteriors. L'edificació principal té una planta i golfa de 27 x 13 metres en planta, amb vàries edificacions annexes com a magatzems agrícoles. L'estat de l'edificació principal és bo.
(Text procedent del POUM)